# Ingeniería naval
El ingeniero naval se ocupa del diseño, planificación, proyecto y construcción de buques, embarcaciones, y artefactos flotantes como pudieran ser plataformas petrolíferas e incluso parques eólicos y  piscifactorías. La ingeniería naval abarca las funciones de ingeniería incluyendo el proyecto creativo del buque y artefactos flotantes, la investigación aplicada, el desarrollo técnico en los campos de diseño y construcción y la administración de los centros de producción de material flotante (astilleros). Así como también del mantenimiento y reparación de estos.
El ingeniero naval debe poseer conocimientos de muchos campos de la ingeniería, tales como mecánica de fluidos, generación y transporte de energía eléctrica, fabricación de motores navales y su instalación, hidrodinámica, estructuras metálicas dinámicas, logística, actividad portuaria, organización industrial, gestión de flotas y navieras, etc.
En España y hasta el siglo XVIII eran llamados «constructores». A partir de 1770 aparecieron los «ingenieros de marina» (o «hidráulicos»), posteriormente el término acabó en «ingenieros navales».
Algunos ingenieros navales famosos que se pueden citar son Thomas Andrews, diseñador del RMS Titanic y RMS Olympic, y William Francis Gibbs diseñador de muchos buques de línea como el SS America, el SS Leviathan y el SS United States. También hay que nombrar a Francisco Gautier, que sucedió a Jorge Juan como ingeniero para la construcción de buques de la Real Armada, o a Romero Landa, uno de los mejores constructores navales de su época. 
Se cita también al vicealmirante  Keiji Fukuda diseñador de los acorazados clase Yamato en 1937.
Más actualmente, se puede citar a Víctor González, fundador de Next Limit Technologies y ganador de un Óscar técnico por un simulador de líquidos para películas o Manuel Ruiz de Elvira, diseñador de varios buques Copa América (4 de ellos ganadores de la competición).